# Nea Eritrea
Nea Eritrea (gr. Νέα Ερυθραία) – miasto w Grecji, w administracji zdecentralizowanej Attyka, w regionie Attyka, w jednostce regionalnej Ateny-Sektor Północny, w gminie Kifisia. W 2011 roku liczyło 18 038 mieszkańców. Położone w granicach Wielkich Aten.
Miasto leży około 2,5 km od trasy europejskiej E75 i około 6 km od drogi ekspresowej nr 6. Za pomocą połączeń drogowych miasto jest dobrze skomunikowane z okolicznymi miejscowościami, którymi są: Teby, Chalkida, Maraton oraz Rafina.
W pobliżu znajduje się masyw Parnita. W północnej części miasta duże powierzchnie zajmują lasy. Do lat 70. XX wieku była to niewielka miejscowość, z rolnictwem dominującym nad innymi gałęziami gospodarki. Później nastąpił wzrost liczby mieszkańców w związku z osiedlaniem się tu dotychczasowych mieszkańców Aten. Obecnie nastąpiło spowolnienie tempa osadnictwa.

## Zmiana populacji miasta[potrzebnyprzypis]
| Rok  | Populacja | Zmiana         | Gęstość     |
| ---- | --------- | -------------- | ----------- |
| 1981 | 10,100    | -              | 2,090.7/km² |
| 1991 | 12,993    | +2,893/+28.64% | 2,689.5/km² |
| 2001 | 15,439    | +2,446/+18.83% | 3,195.8/km² |